# Dermogenys robertsi
Dermogenys robertsi is een straalvinnige vissensoort uit de familie van de Zenarchopterida. De wetenschappelijke naam van de soort is voor het eerst geldig gepubliceerd in 2001 door Meisner.